# 嬰陽王
嬰陽王（えいようおう、生年不詳 - 618年）は高句麗の第26代の王（在位:590年 - 618年）。姓は高、諱は元。平陽王とも記される。先代の平原王の長子であり、『隋書』には「元」、『日本書紀』には「大興王」の名で現れる。565年に太子となり、590年10月に先王の死去に伴い王位に就いた。

## 治世
即位後すぐに隋より＜上開府儀同三司・遼東郡公・高句麗王＞に冊封されるが、598年に靺鞨の人々を率いて遼西に進入し、そのために隋の文帝の怒りを買い、隋の高句麗遠征（第一次遠征）を引き起こすことになった。30万の大兵を率いた隋軍だが、長雨・大風に悩まされたために早々に引き上げ、嬰陽王もまた使者を送って謝罪したことで、隋と高句麗との間にはいったんは和平が取り戻された。607年には東突厥の啓民可汗の幕営に使者を派遣していたところを隋の煬帝に見られ、第二次遠征（612年）の遠因となった。第二次の戦役中には、大臣の乙支文徳が偽りの投降をして隋軍の内情を調べあげ、逃げ出した後には日に七度戦ってわざと負けてみせるなどして隋軍を疲弊させ、7月には諸軍を退けた。続く第三次遠征（613年）、第四次遠征（614年）では隋国内での内紛もあり、隋は軍を退いている。その間、百済・新羅に対しても攻撃を行い、百済からは石頭城で捕虜三千人、新羅からは捕虜八千人と牛鳴山城（江原道安辺郡）を得た。
文化面では、600年に大学博士の李文真に命じて、高句麗の建国後間もなくからの古い歴史書である『留記』100巻の整理を行い、『新集』5巻に編纂させた。また『日本書紀』によると605年（推古天皇13年）に高句麗の「大興王」が仏像製作のために黄金300両を献じたという。
在位29年にして618年9月に死去し、嬰陽王と諡された。埋葬地については記述がない。